# Joyce Jonathan

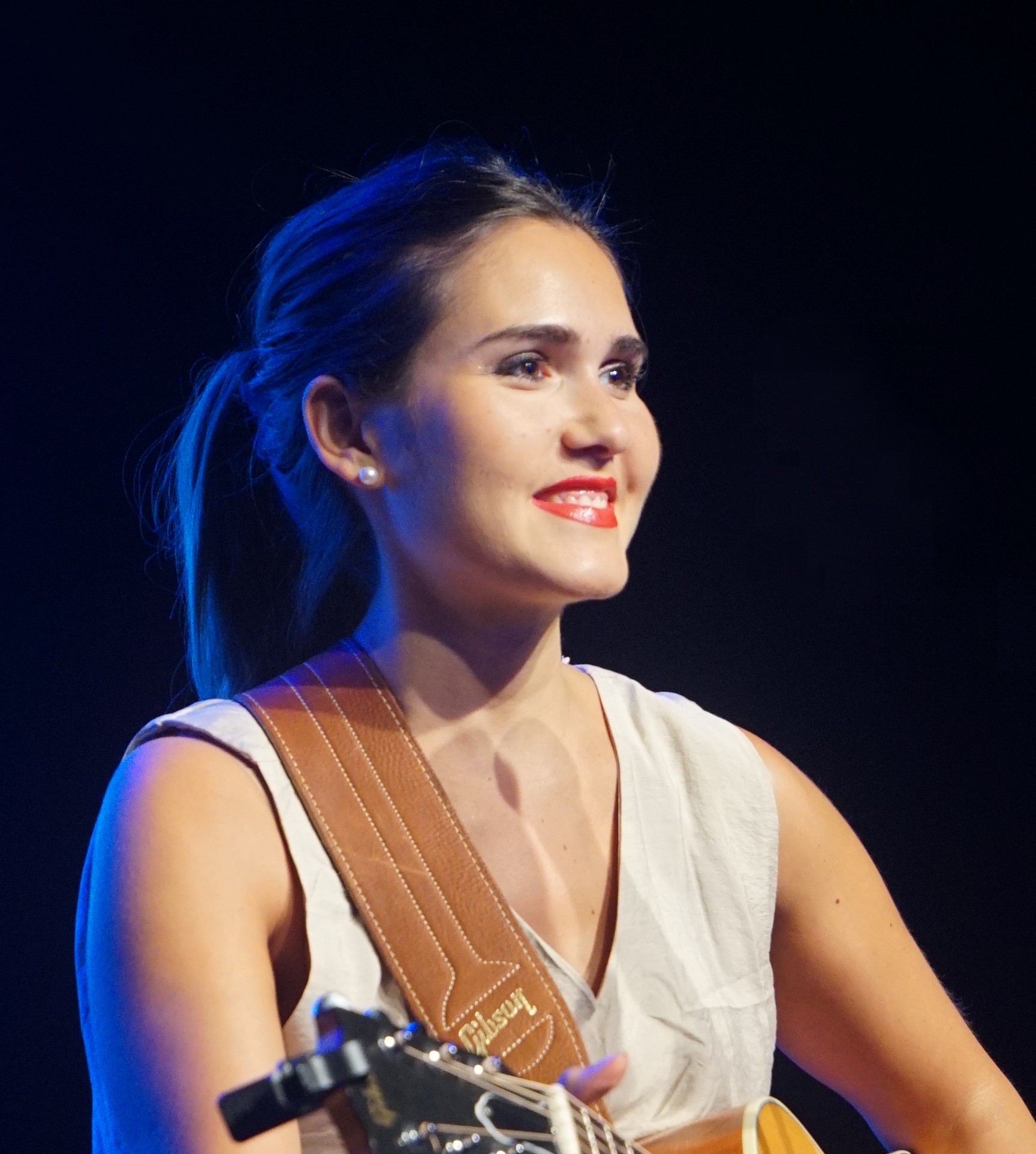
Joyce Jonathan w trasie koncertowej Oli Euro 2016 w Reims

Joyce Jonathan (ur. 3 listopada 1989 w Levallois-Perret) – francuska piosenkarka. 

## Życiorys
Jej debiutancki album uzyskał we Francji status platynowej płyty. W 2011 roku otrzymała nagrodę NRJ Music Awards w kategorii debiut roku we Francji. 
Wzięła udział w nagraniu singla charytatywnego Je reprends ma route wspierającego organizację UNITAID, który ukazał się 24 września 2012, wykonanego przez formację Les Voix de l'Enfant (Głos dziecka) w towarzystwie takich wykonawców, jak Quentin Mosimann, Matt Pokora, Emmanuel Moire, Marie Myriam, Gérard Lenorman, Florent Mothe, Mikelangelo Loconte, Pedro Alves, Merwan Rim i Yannick Noah.

## Dyskografia

### Albumy
- 2010: Sur mes gardes
- 2013: Caractère
- 2016: Une place pour moi
- 2018: On
- 2022: Les p'tites jolies choses

### Single
- 2009: Pas besoin de toi
- 2009–2010: Je ne sais pas
- 2010: L'Heure avait sonné
- 2011: Tant pis